# Vlag van Arcen en Velden

Vlag van Arcen en Velden
(1978-2010)

Vlag van Arcen en Velden
(1968-1978)

De vlag van Arcen en Velden bestaat uit twee diagonale vlakken, waarvan het vlak rechtsboven geel van kleur is en het vlak linksonder groen. Aan de mastzijde is een oude stadspoort afgebeeld, aan de buitenzijde een afbeelding van een eikenblad. De vlag is gebaseerd op het wapen van Arcen en Velden uit 1977. Op 1 januari 2010 ging Arcen en Velden op in Venlo, waardoor de vlag niet meer als gemeentevlag in gebruik is.

## Geschiedenis
Voor de jaren 1960 van de 20e eeuw had de gemeente nog geen eigen vlag. Pas in 1967 maakte het gemeentebestuur, op initiatief van de Stichting voor Banistiek en Heraldiek, plannen ter introductie van een gemeentevlag.

### Eerste vlag
De vlag moest eenvoudig van opzet zijn. Vooral het argument dat iedere inwoner de vlag zelf moest kunnen vervaardigen speelde hierbij een rol. Ook zou men met dit argument tegemoetkomen aan de gebruiken in de heraldiek. Aanvankelijk koos men voor een ontwerp, waarbij de vlag diagonaal in tweeën werd gedeeld volgens de broekdiagonaal, van linksboven (mastzijde) naar rechtsonder. Het vlak linksonder kreeg de kleur blauw, terwijl het vlak rechtsboven de kleur geel kreeg. Dit ontwerp werd op 4 juni 1968 door de gemeenteraad goedgekeurd.
De kleuren blauw en geel waren afgeleid van de Gelderse leeuw, die afgebeeld was op het kleine schild op het gemeentewapen.

### Tweede vlag
Slechts tien jaar nadat het ontwerp werd goedgekeurd, besloot men om het ontwerp drastisch aan te passen. In plaats van de Gelderse kleuren werden de hoofdkleuren van het gemeentewapen gebruikt. Verder verscheen nu aan mastzijde, beneden, een afbeelding die het kasteel Arcen moest voorstellen, terwijl in de tegenoverliggende diagonaal in groen een eikenblad verscheen, ter vertegenwoordiging van Velden. Beide afbeeldingen waren ontleend aan het gemeentewapen. Op 5 juni 1978 werd dit ontwerp goedgekeurd door de gemeenteraad.

## Zie ook

Wapen van Arcen en Velden